# Sveti Anton na Pohorju
Sveti Anton na Pohorju este o localitate din comuna Radlje ob Dravi, Slovenia, cu o populație de 239 de locuitori.